# Świstówka Waksmundzka

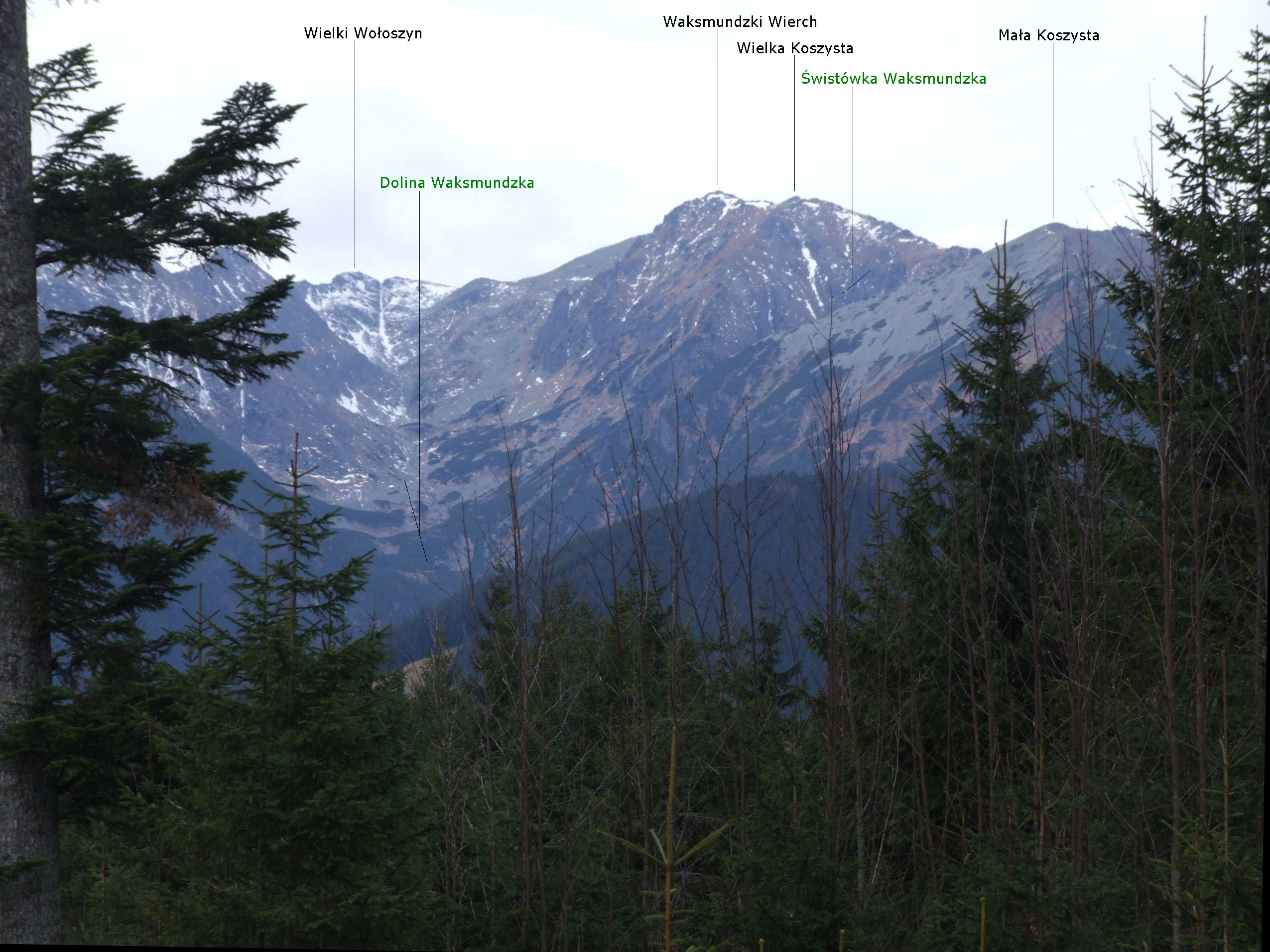
Widok z okolic Wierchporońca

Świstówka Waksmundzka – boczne, orograficznie lewe odgałęzienie Doliny Waksmundzkiej w polskich Tatrach Wysokich. Jest to tzw. dolina wisząca położona na wysokości ok. 1750–1800 m n.p.m. Używana dawniej nazwa Zbójnicka Dolinka jest błędna. Pochodzi ona stąd, że przypadkowy góral zapytany przez kartografa, nie mogąc sobie przypomnieć nazwy, na poczekaniu ją wymyślił.
Świstówka Waksmundzka wcina się w stoki pomiędzy Wielką Koszystą (2193 m) a Małą Koszystą (2014 m). Jest to podsypany piargami cyrk lodowcowy, od strony Doliny Waksmundzkiej podcięty stromym progiem skalnym. Jest niedostępna turystycznie – wraz z całą Doliną Waksmundzką, masywem Wołoszyna, Wielką i Małą Koszystą znajduje się na obszarze ochrony ścisłej TPN-u.